# Алексеевка (Флорештский район)
Алексеевка (рум. Alexeevca) — село в Флорештском районе Молдавии. Является административным центром коммуны Алексеевка, включающей также сёла Кириловка, Думитрены и Новые Радуляны.

## География
Село расположено на высоте 149 метров над уровнем моря.

## Население
По данным переписи населения 2004 года, в селе Алексеевка проживает 735 человек (332 мужчины, 403 женщины).
Этнический состав села:
| Национальность | Число жителей | Процентный состав |
| -------------- | ------------- | ----------------- |
| украинцы       | 392           | 53,33             |
| молдаване      | 266           | 36,19             |
| русские        | 68            | 9,25              |
| румыны         | 2             | 0,27              |
| поляки         | 1             | 0,14              |
| евреи          | 1             | 0,14              |
| прочие         | 5             | 0,68              |
| Всего          | 735           | 100 %             |